# Mycodrosophila rayi
Mycodrosophila rayi är en tvåvingeart som beskrevs av Bock 1980. Mycodrosophila rayi ingår i släktet Mycodrosophila och familjen daggflugor. Inga underarter finns listade i Catalogue of Life.